# Proyecto Núcleo Escolar de La Mina
El núcleo escolar de La Mina, también llamado Núcleo Escolar Experimental, fue un emprendimiento educativo y de acción social en Uruguay, el cual fue dirigido entre los años 1954 a 1961 por el maestro Miguel Soler Roca. En las décadas del 40 y del 50 se suscita un movimiento de transformación en la escuela rural. Los orígenes de estas transformaciones se dieron a causa de la creación de más escuelas rurales durante la Reforma Vareliana. El primer Núcleo Escolar de La Mina se desarrolló en el campo de Cerro Largo durante seis años (desde octubre de 1954 a febrero de 1960).

## Contexto de la educación rural en Uruguay
En los años cuarenta y cincuenta, el estudio de los problemas que afectaban a la educación en zonas rurales constituyó una de las áreas de la pedagogía nacional en que se lograron mayores progresos.
En 1917 se aprobó un programa especial para las escuelas rurales. Para Soler, dicho programa "no estaba en general mal, aunque tal vez pecaba de exagerado optimismo. Con los años, las propuestas de 1917 aparecieron como demasiado ambiciosas en cuanto a la fuerza transformadora del medio que se atribuía a la escuela y como discriminatorias de un niño rural al cual aparentemente se le condenaba a recibir una enseñanza breve, de contenidos más modestos que los que se brindaba al niño de la ciudad".
En los años siguientes, algunos maestros llevaron a cabo ensayos experimentales de educación rural (Sosa Lindner en Canelones, Jesualdo Sosa en Colonia) y se produjo un importante movimiento en torno al tema.
Se realizaron varios encuentros y congresos, como el Congreso de Piriápolis, en enero de 1949. En este encuentro, fueron convocados por el Consejo de Enseñanza Primaria maestros de escuelas granjas, maestros rurales, inspectores de enseñanza primaria, etc.
El resultado de esta reunión fue la elaboración de un nuevo programa para escuelas rurales. Miguel Soler Roca resume el resultado del Congreso como un conjunto de bases conceptuales orientadoras, a las que por mucho tiempo se consideraron "doctrina" de educación rural. El nuevo programa era rico en sugerencias, abierto, flexible, con una enseñanza rural más organizada y más prolongada.

## El Instituto Normal Rural
En 1949 se creó el Instituto Normal Rural que se estableció a 40 kilómetros de Montevideo.
El movimiento de los años 40, favorable a una nueva escuela rural, requería verdaderos especialistas, de modo que al Instituto Normal Rural se le encomendó formar maestros primarios especialistas en educación rural en cursos de posgrado.
El curso regular era muy intenso y de carácter teórico práctico. Lo que se estudiaba y hacía era el programa de escuelas rurales de 1949, para cuya aplicación eran formados los maestros y alumnos.

## El Primer Núcleo Escolar Experimental
Durante un año y medio, el maestro Miguel Soler Roca dispuso de una beca de la UNESCO en México, para realizar un curso de posgrado en lo que se denominaba educación fundamental, es decir el trabajo educativo con los campesinos pobres.
La educación fundamental pretendía educar tanto a los adultos como a los niños con déficit sociales, en un área de acción que podía ser en las ciudades o en las zonas rurales. Esta educación era mucho más que alfabetización, implicaba el beneficio de una nueva posición frente a la vida de esos seres.
Al regreso del curso, propuso al Consejo de Enseñanza Primaria la realización de una experiencia de educación fundamental en un área que presentara dificultades representativas del Uruguay rural. La iniciativa fue aprobada por el Consejo en octubre de 1954.
Con la rica experiencia acumulada por su tránsito por el curso en México, Miguel Soler Roca crea el Núcleo cerca del arroyo La Mina, en el departamento de Cerro Largo.
La nuclearización implicaba una manera de combatir el aislamiento de los docentes rurales por un lado y de estimular la participación de la comunidad.
El núcleo tuvo una proyección cultural y sanitaria que no excluyó a nadie, niños y ancianos, hombres y mujeres.
También se contaba con el apoyo del Ministerio de Salud, que proporcionó equipos médicos a través de clínicas materno-infantiles, y del Ministerio de Agricultura, que facilitó técnicos agrarios e ingenieros. Además, gestionó una apertura de crédito bancario que dio la posibilidad a aquellos pobres con ganas de producir, de obtener los medios para lograrlo.
El núcleo se transformó en un gran centro, en un agente de cambio, generando un impacto educativo, sanitario y productivo.
Soler logró involucrar en la tarea pedagógica del Núcleo a todo un equipo multidisciplinario y a la comunidad rural, intentando un cambio profundo de raíz para todos esos campesinos.

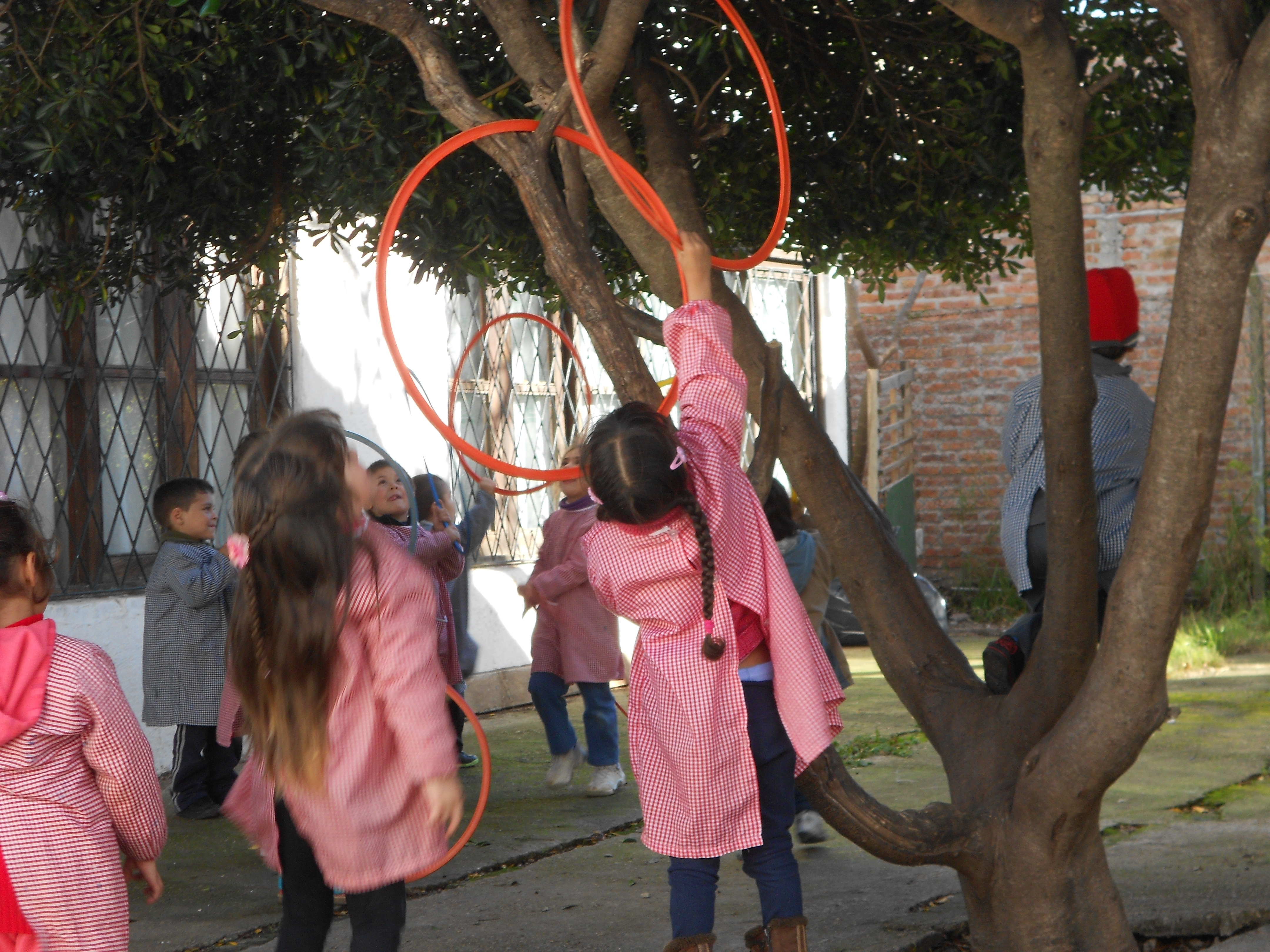
Niños de nivel inicial realizando actividades en el patio de su escuela.

## Objetivos del Núcleo
El primer objetivo del Núcleo era alfabetizar a los niños en edad escolar, niños que debían ser retenidos por la oferta educativa nuclear, ya que eran potenciales desertores. En segundo lugar, el Núcleo proyectaba su acción a la comunidad, la cual era carenciada, habitante de rancheríos, víctimas de la pobreza que venia asistiéndose.

## Organización del primer Núcleo Escolar Experimental
Se quería realizar una experiencia para poner a prueba una serie de métodos de educación escolar y extraescolar que condujeran al mejoramiento de las escuelas, a la organización de los vecindarios y a la promoción de un conjunto de acciones que modificaran las condiciones de vida de la población.
El núcleo escolar constaba de una escuela central, varias escuelas seccionales, un equipo de especialistas al servicio de toda el área, un enfoque educativo que estimulara la participación y el cambio.
El área de acción del Núcleo, era de unos 250 km², estaba situada al sur del arroyo de La Mina, en la frontera con Brasil, en el departamento de Cerro Largo.
Se trataba de una zona agrícola, con predominio de pequeñas explotaciones familiares, con establecimientos ganaderos y con familias que no disponían de tierra alguna.
Además de la escuela central, el Núcleo contaba al principio con cinco escuelas seccionales, las cuales más tarde llegaron a ser seis.
Las comunicaciones eran en general difíciles ya que en ninguna de las poblaciones se disponía de energía eléctrica, agua entubada, saneamiento o teléfono público.

## Rol Docente
El personal docente tenía a su cargo fundamentalmente la educación de los niños, pero en cumplimiento de los objetivos del Núcleo, más amplios que los de las escuelas rurales corrientes, realizaba tareas de educación extraescolar, promoviendo proyectos en las áreas de economía, salud, nutrición, alfabetización, recreación, etc.
Al personal docente se le sumaban nueve profesionales, de los cuales siete eran dependientes del Consejo de Enseñanza Primaria. Los otros dos, la enfermera y el ingeniero agrónomo, dependían de los Ministerios de Salud Pública y de Ganadería y Agricultura respectivamente.
Este equipo técnico debía cumplir una triple función: reforzar la labor docente con los niños en las escuelas, desarrollar proyectos educativos con los adultos y capacitar a los maestros para que estos pudieran actuar en los vecindarios.

## Evaluación del Proyecto
Al crearse el primer Núcleo en 1954, se decidió que los tres inspectores Regionales de Enseñanza Primaria actuaran como supervisores de la experiencia. Esta tendría un plazo de tres años de duración, al término de los cuales debería efectuarse una evaluación. Concluyó con un juicio aprobatorio de la etapa experimental. En la misma oportunidad se señaló la conveniencia de continuar el ensayo, extendiéndolo a otras zonas rurales.

## Marcha atrás en la Educación Rural
En noviembre de 1958 hubo elecciones en Uruguay. Después de 93 años en el poder, el Partido Colorado, de tendencia liberal progresista, resultó desplazado del gobierno por el Partido Nacional, de corte conservador.
En marzo de 1961, un nuevo consejo decidió la supresión de la Sección Educación Rural y de la Inspección de escuelas granjas, la reorientación del Instituto Normal Rural, el abandono del proyecto de extensión de los núcleos escolares y, por lo que hace al de La Mina, la prórroga de su funcionamiento solamente por los años 1961 y 1962, introduciéndose modificaciones en las normas de funcionamiento establecidas en 1954, las cuales daban más garantías a su carácter experimental.